# Eleições estaduais no Maranhão em 1947
As eleições estaduais no Maranhão em 1947 ocorreram em 19 de janeiro como parte das eleições no Distrito Federal, em 20 estados e nos territórios federais do Amapá, Rondônia e Roraima. Foram eleitos o governador Sebastião Archer (o vice-governador Saturnino Bello foi escolhido posteriormente por via indireta), os senadores Vitorino Freire e José Neiva, além de 36 deputados estaduais.
O processo sucessório foi deflagrado após uma cisão no PSD onde os delegados do partido escolheram Genésio Rego como candidato ao Palácio dos Leões à revelia de Vitorino Freire que, em virtude disso, criou o Partido Proletário do Brasil (PPB) onde reuniu seus correligionários. Uma vez apurados os votos o novo partido elegeu o governador Sebastião Archer e os senadores Vitorino Freire e José Neiva de Sousa, além de conquistar quase a metade das cadeiras na Assembleia Legislativa do Maranhão. Com o passar dos anos o grupo vitorinista reingressou no PSD e manteve o controle do estado a exemplo do ocorrido em 1945 e assim permaneceu até que José Sarney tomou as rédeas do poder após o Regime Militar de 1964.
Nascido em São Luís, o governador Sebastião Archer fixou-se em Codó como empresário do setor têxtil e nessa cidade exerceu os mandatos de vereador e prefeito sendo eleito deputado estadual antes do Estado Novo. Seu companheiro de chapa foi Saturnino Bello, eleito vice-governador pela Assembleia Legislativa num procedimento similar ao da escolha de Nereu Ramos como vice-presidente da República.

## Resultado da eleição para governador
Os percentuais refletem o total dos votos válidos obtidos pelos candidatos segundo os votos apurados.
| Candidatos a governador do estado | Candidatos a vice-governador | Número | Coligação           | Votação | Percentual |
| --------------------------------- | ---------------------------- | ------ | ------------------- | ------- | ---------- |
| Sebastião Archer PPB              | Não havia -                  | -      | PPB, PRP            | 36.532  | 48,18%     |
| Lino Machado PR                   | Não havia -                  | -      | PR, PCB             | 23.181  | 30,57%     |
| Genésio Rego PSD                  | Não havia -                  | -      | PSD (sem coligação) | 13.448  | 17,74%     |
| Públio de Melo UDN                | Não havia -                  | -      | UDN (sem coligação) | 2.659   | 3,51%      |

## Resultado da eleição para vice-governador
Eleição realizada pela Assembleia Legislativa do Maranhão em 22 de outubro de 1947. Além dos vinte e quatro votos destinados ao eleito, houve oito votos em branco e quatro ausências.
| Candidatos a governador do estado | Candidatos a vice-governador | Número | Coligação           | Votação | Percentual |
| --------------------------------- | ---------------------------- | ------ | ------------------- | ------- | ---------- |
| Não havia -                       | Saturnino Bello PST          | -      | PST (sem coligação) | 24      | 100%       |

## Biografia dos senadores eleitos

### Vitorino Freire
O senador mais votado foi o jornalista Vitorino Freire. Pernambucano nascido em Pedra, viveu no Recife onde assessorou o governo Estácio Coimbra, e no Rio de Janeiro, onde conheceu Eurico Gaspar Dutra e outros políticos que influiriam na vida do país após a Revolução de 1930. Durante a Era Vargas trabalhou nas equipes dos ministros José Américo de Almeida, Juarez Távora, Gustavo Capanema e João de Mendonça Lima, além de assessorar o deputado Antônio Carlos Ribeiro de Andrada, presidente da Câmara dos Deputados. Secretário-geral do Maranhão na interventoria de Antônio Martins de Almeida, ingressou no PSD após o Estado Novo, foi eleito deputado federal em 1945 e senador pelo PPB em 1947 devido à morte de Antônio José Pereira Júnior.

### José Neiva de Sousa
A segunda vaga de senador foi preenchida pelo promotor de justiça e juiz de direito José Neiva de Sousa. Nascido em Nova Iorque e formado à Universidade Federal do Ceará, foi eleito deputado federal pelo PSD em 1945 e como senador chegou a licenciar-se do mandato em favor de Evandro Viana.

## Resultado da eleição para senador
Em virtude do falecimento de Pereira Júnior, o Maranhão elegeria seu substituto e também um outro senador para completar o número previsto na Constituição de 1946 cabendo ao menos votado um mandato de quatro anos.
| Candidatos a senador da República | Primeiro suplente de senador | Número | Coligação           | Votação | Percentual |
| --------------------------------- | ---------------------------- | ------ | ------------------- | ------- | ---------- |
| Vitorino Freire PPB               | Lima Campos PPB              | -      | PPB, PRP            | 36.122  | 25,28%     |
| José Neiva PPB                    | Evandro Viana PPB            | -      | PPB, PRP            | 35.909  | 25,14%     |
| Franklin Ribeiro Viegas PR        | Não disponível -             | -      | PR (sem coligação)  | 17.734  | 12,41%     |
| Manoel Tavares Neves Filho PR     | Não disponível -             | -      | PR (sem coligação)  | 17.372  | 12,16%     |
| José Henrique Moreira Lima PSD    | Não disponível -             | -      | PSD (sem coligação) | 14.892  | 10,42%     |
| Genésio Rego PSD                  | Não disponível -             | -      | PSD (sem coligação) | 14.748  | 10,32%     |
| João de Deus Pires Leal UDN       | Não disponível -             | -      | UDN (sem coligação) | 3.186   | 2,23%      |
| Antônio Vieira da Silva UDN       | Não disponível -             | -      | UDN (sem coligação) | 2.912   | 2,04%      |

## Deputados estaduais eleitos
Foram eleitos 36 deputados estaduais empossados em 7 de abril de 1947 e as bancadas foram assim distribuídas: PPB dezenove, PR oito, UDN quatro, PSD quatro, PTB um.
| Deputados estaduais eleitos      | Partido | Votação | Percentual | Cidade onde nasceu  | Unidade federativa |
| Eurico da Rocha Santos           | PPB     | 1.995   |            | São João dos Patos  | Maranhão           |
| Ranulfo Barros                   | PPB     | 1.886   |            | Matões              | Maranhão           |
| Ediser de Freitas Diniz          | PPB     | 1.875   |            | Araioses            | Maranhão           |
| Torquato Rodrigues Machado       | PR      | 1.532   |            | Buriti              | Maranhão           |
| Raimundo Nonato Furtado          | PR      | 1.494   |            | São Luís            | Maranhão           |
| Lister Caldas                    | PPB     | 1.410   |            | Teresina            | Piauí              |
| José Ribamar Viana Pereira       | PPB     | 1.382   |            | Imperatriz          | Maranhão           |
| Eduardo Luís dos Reis            | PPB     | 1.367   |            | Timon               | Maranhão           |
| Gonçalo Moreira Lima             | PPB     | 1.322   |            | Colinas             | Maranhão           |
| José de Sousa Carvalho Branco    | PSD     | 1.314   |            | Caxias              | Maranhão           |
| Costa Rodrigues                  | PPB     | 1.299   |            | São Luís            | Maranhão           |
| Francisco Castelo Branco e Sousa | UDN     | 1.257   |            | Paço do Lumiar      | Maranhão           |
| José Martins Dourado             | PPB     | 1.218   |            | Codó                | Maranhão           |
| João Pires Ferreira              | PPB     | 1.181   |            | Imperatriz          | Maranhão           |
| Francisco Chagas Araújo          | PPB     | 1.113   |            | São Luís            | Maranhão           |
| José Ribamar de Carvalho Lago    | PPB     | 1.093   |            | Pedreiras           | Maranhão           |
| Benedito de Oliveira Gomes       | PPB     | 1.084   |            | Bacabal             | Maranhão           |
| Antenor Freitas de Abreu         | PR      | 1.028   |            | Balsas              | Maranhão           |
| Paulo da Silveira Ramos          | PPB     | 1.024   |            | Santa Inês          | Maranhão           |
| Dalva Bacelar                    | PPB     | 1.019   |            | Coelho Neto         | Maranhão           |
| Benedito Maia Muniz              | PPB     | 1.009   |            | Barra do Corda      | Maranhão           |
| Vicente Celestino da Silva       | PPB     | 987     |            | Pinheiro            | Maranhão           |
| Manuel Lages Castelo Branco      | PR      | 983     |            | São Luís            | Maranhão           |
| Joel Barbosa                     | PPB     | 961     |            | Parnarama           | Maranhão           |
| Januário Furtado de Figueiredo   | PPB     | 934     |            | Chapadinha          | Maranhão           |
| Manuel Matias das Neves Neto     | PR      | 932     |            | Igarapé Grande      | Maranhão           |
| Teoplistes Teixeira              | PR      | 861     |            | Pastos Bons         | Maranhão           |
| Colares Moreira                  | PR      | 876     |            | São Luís            | Maranhão           |
| Maurício Jansen Pereira          | PR      | 844     |            | São Luís            | Maranhão           |
| Didácio Coelho dos Santos        | PSD     | 810     |            | Santa Luzia         | Maranhão           |
| Fernando Viana                   | PSD     | 791     |            | São José de Ribamar | Maranhão           |
| Flávio Silva                     | UDN     | 730     |            | Buriticupu          | Maranhão           |
| José Ribeiro de Sampaio          | UDN     | 652     |            | Colinas             | Maranhão           |
| José Franklin da Serra Costa     | UDN     | 639     |            | São Luís            | Maranhão           |
| Gumercindo de Araújo Pedrosa     | PSD     | 612     |            | Grajaú              | Maranhão           |
| César Aboud                      | PTB     | 461     |            | Rio Branco          | Acre               |
| Fontes:                          |         |         |            |                     |                    |

## Eleições municipais
Nas eleições municipais de 25 de dezembro de 1947 os aliados do governo se apresentaram sob a legenda do PST e conseguiram 61 das 66 prefeituras em disputa.